# Dendrobium ingratum
Dendrobium ingratum är en orkidéart som beskrevs av Johannes Jacobus Smith. Dendrobium ingratum ingår i släktet Dendrobium, och familjen orkidéer. Inga underarter finns listade i Catalogue of Life.